# Día de las Naciones Unidas para la Cooperación Sur-Sur
El Día Internacional de la Cooperación Sur-Sur es una jornada que se celebra anualmente el 12 de septiembre desde 2012, fue establecida por la  Asamblea General de las Naciones Unidas en 2003.

## Proclamación
El Día Internacional de la Cooperación Sur-Sur fue proclamado por la Asamblea General de las Naciones Unidas el 23 de diciembre de 2003,  La proclamación conmemora la adopción del Plan de Acción de Buenos Aires (PABA) en 1978, que promueve la cooperación técnica entre los países en desarrollo. El objetivo es fomentar la autosuficiencia colectiva y la solidaridad entre los países del Sur global. Esta iniciativa fue apoyada por el Programa de las Naciones Unidas para el Desarrollo (PNUD).

## Celebración
Este día inicialmente se estableció para ser celebrado el 19 de diciembre de cada año, pero en la resolución 66/550 de 22 de diciembre de 2011 se decidió cambiar la fecha al 12 de septiembre, coincidiendo con la adopción del PABA en 1978. La primera celebración oficial tuvo lugar en 2004, y desde entonces se ha celebrado anualmente.
La cooperación Sur-Sur incluye también la cooperación triangular, en la cual países donantes tradicionales y organizaciones multilaterales facilitan las iniciativas Sur-Sur proporcionando financiación, capacitación, sistemas de gestión y tecnológicos, y otras formas de apoyo. Este tipo de cooperación permite una colaboración más amplia y efectiva entre los países en desarrollo y sus socios.
La promoción de la celebración anual del Día Internacional de la Cooperación Sur-Sur ha estado alineada con el reconocimiento progresivo de la Cooperación Sur-Sur y Triangular y su contribución al desarrollo. La Declaración del Milenio en septiembre de 2000 y la Agenda 2030 para el Desarrollo Sostenible, adoptada en septiembre de 2015, son hitos importantes en este proceso.

## Temas
- 2018: 40 aniversario de la adopción de PABA en 1978[9]
- 2019: 41 aniversario de la adopción de PABA en 1978[10]
- 2020: Expandiendo la cooperación sur-sur en un mundo interdependiente[11]
- 2021: Solidarity in Support of a More Inclusive, Resilient and Sustainable Future,[12] ('Solidaridad en apoyo de un futuro más inclusivo, resiliente y sostenible')
- 2022: Towards a Smart and Resilient Future,[13] ('Hacia un futuro inteligente y resiliente')
- 2023: Solidarity, Equity and Partnership: Unlocking South-South Cooperation to Achieve the SDGs,[14] ('Solidaridad, Equidad y Asociación: Desbloqueando la Cooperación Sur-Sur para Lograr los ODS')